# Anna Rustan
Anna Sofia Rustan, född den 3 juli 1857 i Stockholm, död den 24 september 1906 på samma ort, var en svensk skådespelare.

## Biografi
Anna Rustan var dotter till urfabrikören Johan Jonas Rustan. Hon började sin teaterbana hos Balthasar Cederqvist 1870, tillhörde Knut Tivanders sällskap 1873–1875 och var sedan anställd vid Stora Teatern, Göteborg 1875–1877, 1884–1885 och 1886–1888. Dessemellan hade hon olika teatrar i Stockholm och var bland annat engagerad hos August Lindbergs sällskap 1882–1884 och 1888–1893. Hon tillhörde från 1893 Albert Ranfts teatrar. I början av sin karriär var hon främst känd för sin skönhet. Under sin tid vid August Lindbergs teatersällskap fick hon möjlighet att utvecklas som skådespelare och framförde där roller som Regina i Gengångare och Fru Hahn i En handske.
Hon betroddes med de mest olika roller i operetter, högre skådespel och farser. Mot slutet av karriären spelade hon även gumroller.
Bland hennes andra roller märks Gina i Vildanden, Katarina i Per Olsson och hans käring, Etatsrådinnan i En skandal och Marcellina i Figaros bröllop.
Rustan är gravsatt i familjegraven på Östra kyrkogården i Göteborg.

Porträtt 1875.

## Teater

### Roller (ej komplett)

Anna Rustan som Gyrithe Siems i Ungdomslek, Vasateatern 1897.

| År   | Roll                    | Produktion                                                                 | Regi                | Teater                     |
| ---- | ----------------------- | -------------------------------------------------------------------------- | ------------------- | -------------------------- |
| 1869 | Louise                  | Syfröknarna Anton Bittner                                                  |                     | Mindre teatern             |
| 1878 | Gérard                  | Lille hertigen Charles Lecocq, Henri Meilhac och Ludovic Halévy            |                     | Mindre teatern             |
| 1879 | Agosto                  | Sjökadetten Richard Genée och Camillo Walzel                               |                     | Mindre teatern             |
| 1879 | Venus                   | Orfeus i underjorden Jacques Offenbach, Hector Crémieux och Ludovic Halévy |                     | Mindre teatern             |
| 1885 | Fru Sörby               | Vildanden Henrik Ibsen                                                     | Konstantin Axelsson | Stora Teatern              |
| 1888 | Änkefru Alm             | Hela verlden José Echegaray                                                |                     | August Lindbergs sällskap  |
| 1891 | Fru Selby               | Ett silverbröllop Emma Gad                                                 |                     | Mindre teatern, Göteborg   |
| 1892 | Fru Selby               | Ett silverbröllop Emma Gad                                                 |                     | Djurgårdsteatern           |
| 1893 | Teaterobligationen      | Spökerierna på slottet, revy Eric Sandberg                                 |                     | Djurgårdsteatern           |
| 1894 | Donna Lucia d'Alvadorez | Charleys tant Brandon Thomas                                               |                     | Djurgårdsteatern           |
| 1894 | Ett fint nummer         | På Helgeandsholmen, revy Eric Sandberg                                     |                     | Djurgårdsteatern           |
| 1895 | Fru Poulard             | Maskeraden Alexandre Bisson och Albert Carré                               |                     | Vasateatern                |
| 1896 | Lucette                 | Fernands giftermål Georges Feydeau                                         |                     | Vasateatern                |
| 1896 | Fru Mériel              | Den kritiska åldern Jules Lemaître                                         |                     | Vasateatern                |
| 1897 | Gyrithe                 | Ungdomslek Frederik Leth Hansen                                            |                     | Vasateatern                |
| 1898 | Baronessan Coutenier    | Marcelle Victorien Sardou                                                  |                     | Vasateatern                |
| 1898 | Fru Ranghild            | Kungsämnena Henrik Ibsen                                                   | Harald Molander     | Vasateatern                |
| 1898 | Tanten                  | Hemmet Hermann Sudermann                                                   |                     | Vasateatern                |
| 1898 |                         | Moder Jorden Max Halbe                                                     |                     | Vasateatern                |
| 1898 | Prudence                | Kameliadamen Alexandre Dumas d.y.                                          |                     | Vasateatern                |
| 1898 | Boline Jensen           | Familjen Jensen Edgard Høyer                                               |                     | Svenska teatern, Stockholm |
| 1899 | Ingrid                  | Stor-Klas och Lill-Klas Gustaf af Geijerstam                               | Harald Molander     | Svenska teatern, Stockholm |
| 1899 | Fru Welzel              | Vävarna Gerhart Hauptmann                                                  | Harald Molander     | Svenska teatern, Stockholm |
| 1900 |                         | Erotik Gustav Wied                                                         |                     | Södra Teatern              |
| 1901 | Landstrykaren           | Midsommareld Hermann Sudermann                                             |                     | Svenska teatern, Stockholm |
| 1904 | Marcellina              | Figaros bröllop Pierre de Beaumarchais                                     |                     | Svenska teatern, Stockholm |